# Násík
Násík (maráthi nyelven:  नाशीक), angolul: Nashik) város India területén, Mahárástra államban, Mumbaitól 180 km-re ÉK-re. A hasonló nevű körzet székhelye a Godávári folyó enyhén lejtős partjain.

## Népessége
Lakossága 1,88 millió fő volt 2011-ben.
| 2011 | 1 486 053 |

## Gazdasága
Ipari (textilipar, élelmiszeripar, informatika, repülőgépgyártás), mezőgazdasági (szőlő, hagyma, paradicsom, cukornád, rizs, búza) és kulturális központ. 

## Nevezetességei
Egyike a hindu szent városoknak, minden 12. évben itt tartják a Kumbh mélát. 
Násík a templomok városa, mintegy 200 szentéllyel. A legrégebbi a 14. századi Kapálésvar Siva-templom. A zarándokok a púdzsa (imádságáldozat) végett érkeznek a folyópart számtalan templomához, de útjuk legfőbb célja, hogy megfürödjenek a Godávéri szent vizében.
A város közelében van a Pandu Léná (Pandavleni Caves) 23 buddhista barlangból álló barlangtemplomok csoportja. Ezeket a Kr. e. 3. és a Kr. u. 2. század között készítették, és a hínajána-stílust képviselik.

## Galéria

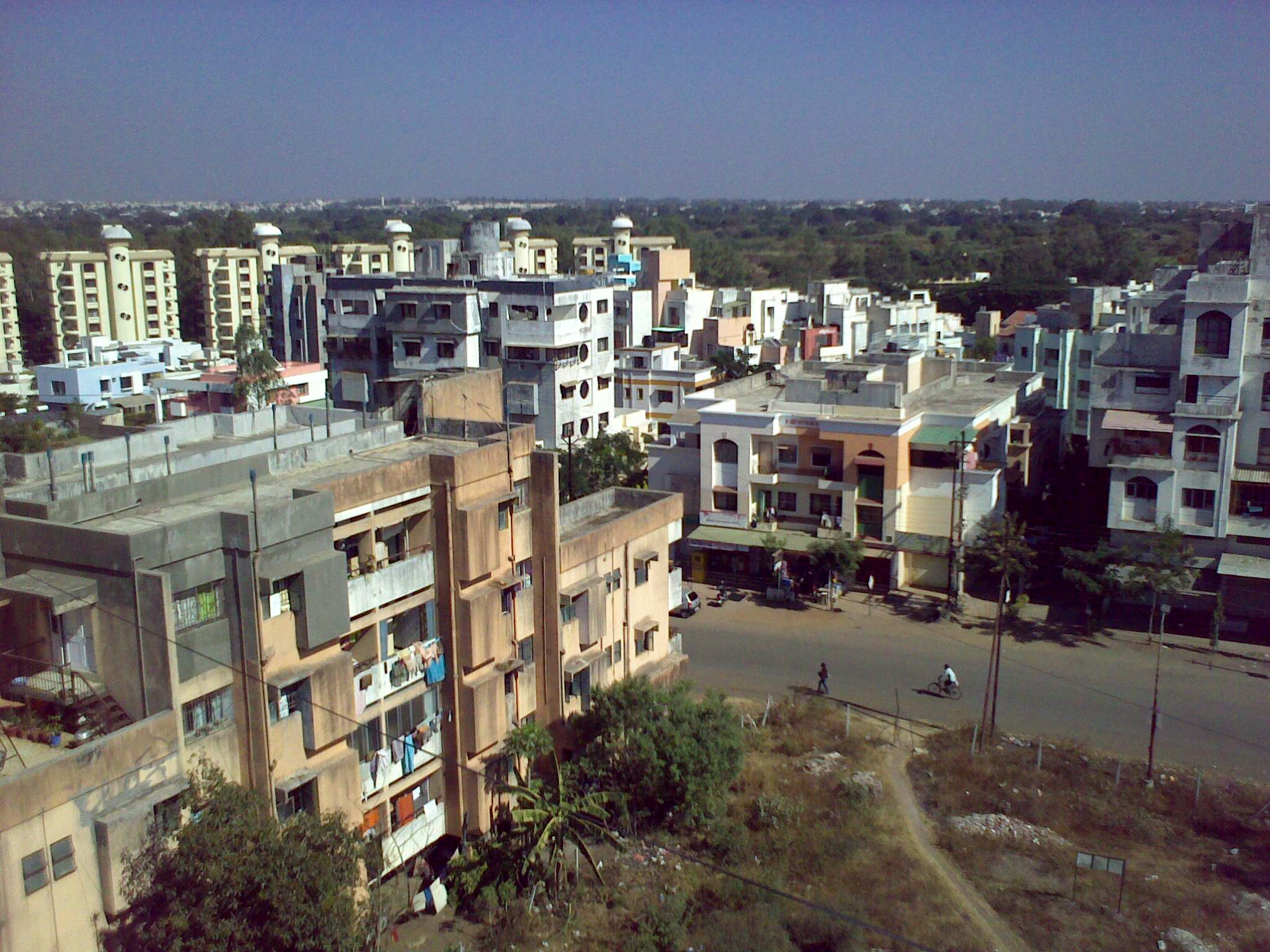
Városkép
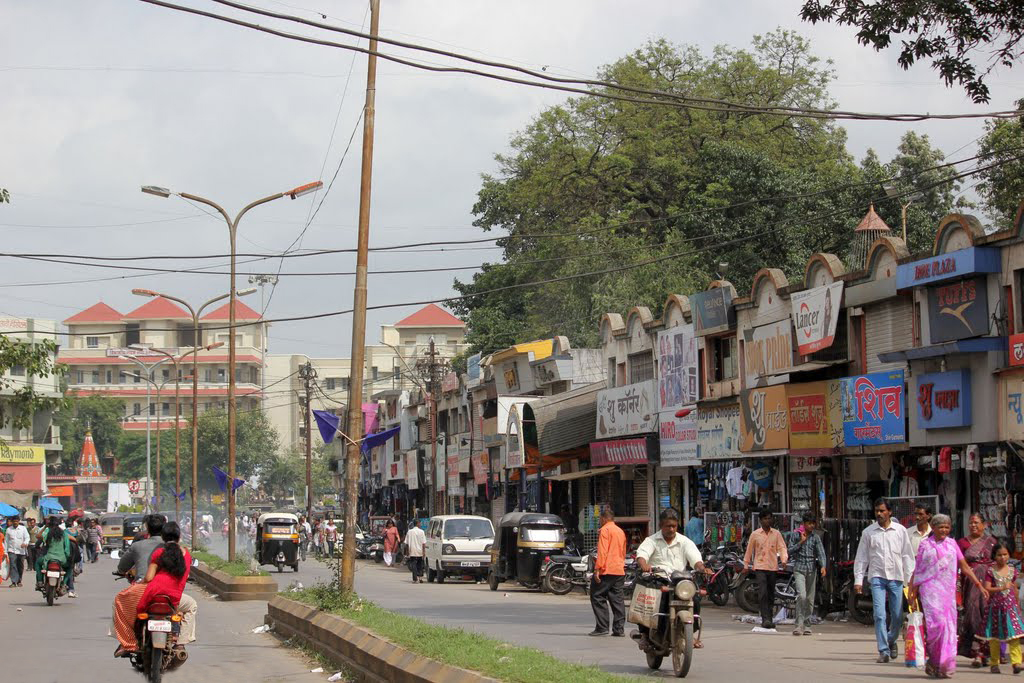
Salimar-CBS út
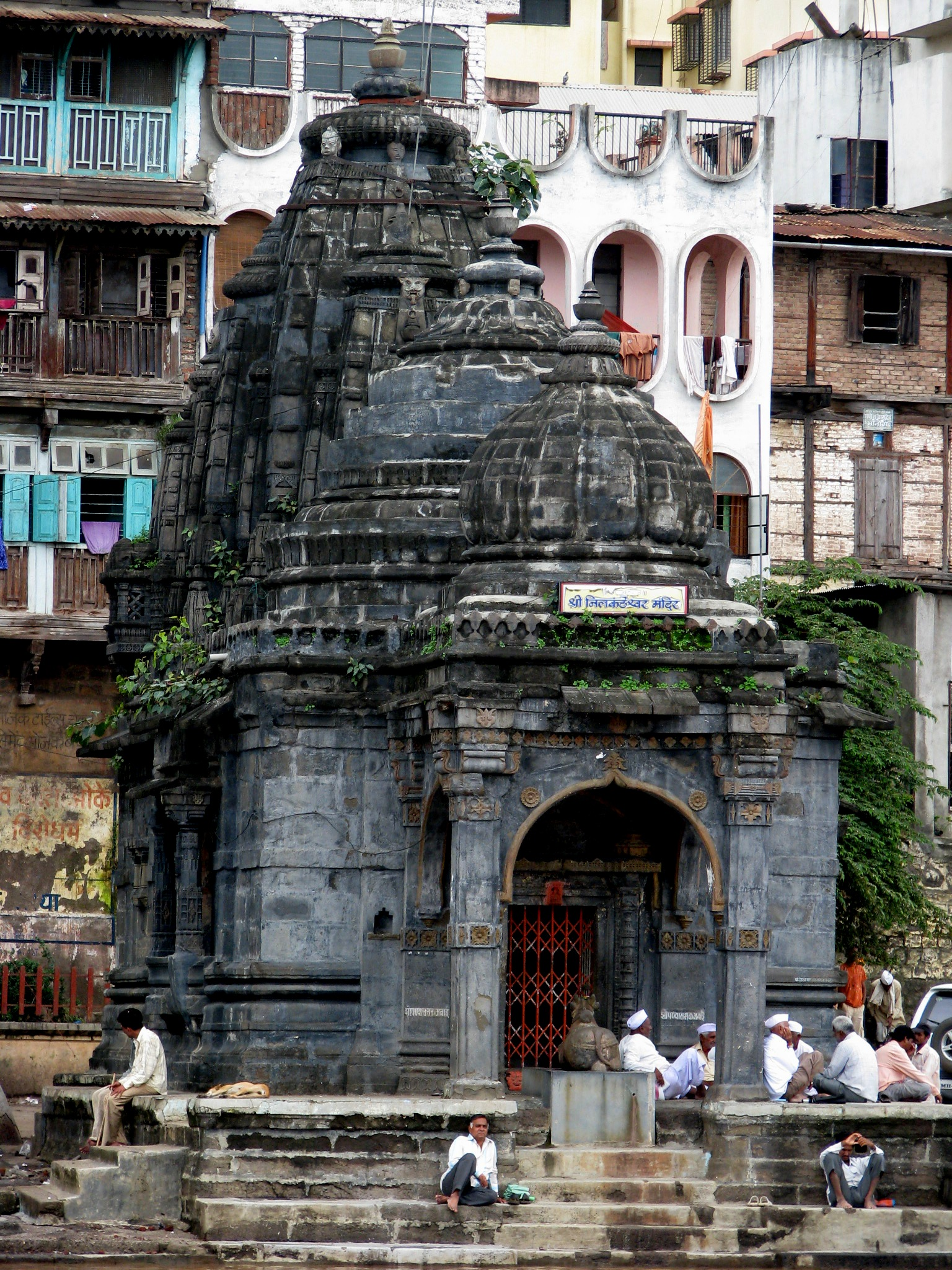
Ősi templom (Nílkanthesvar)
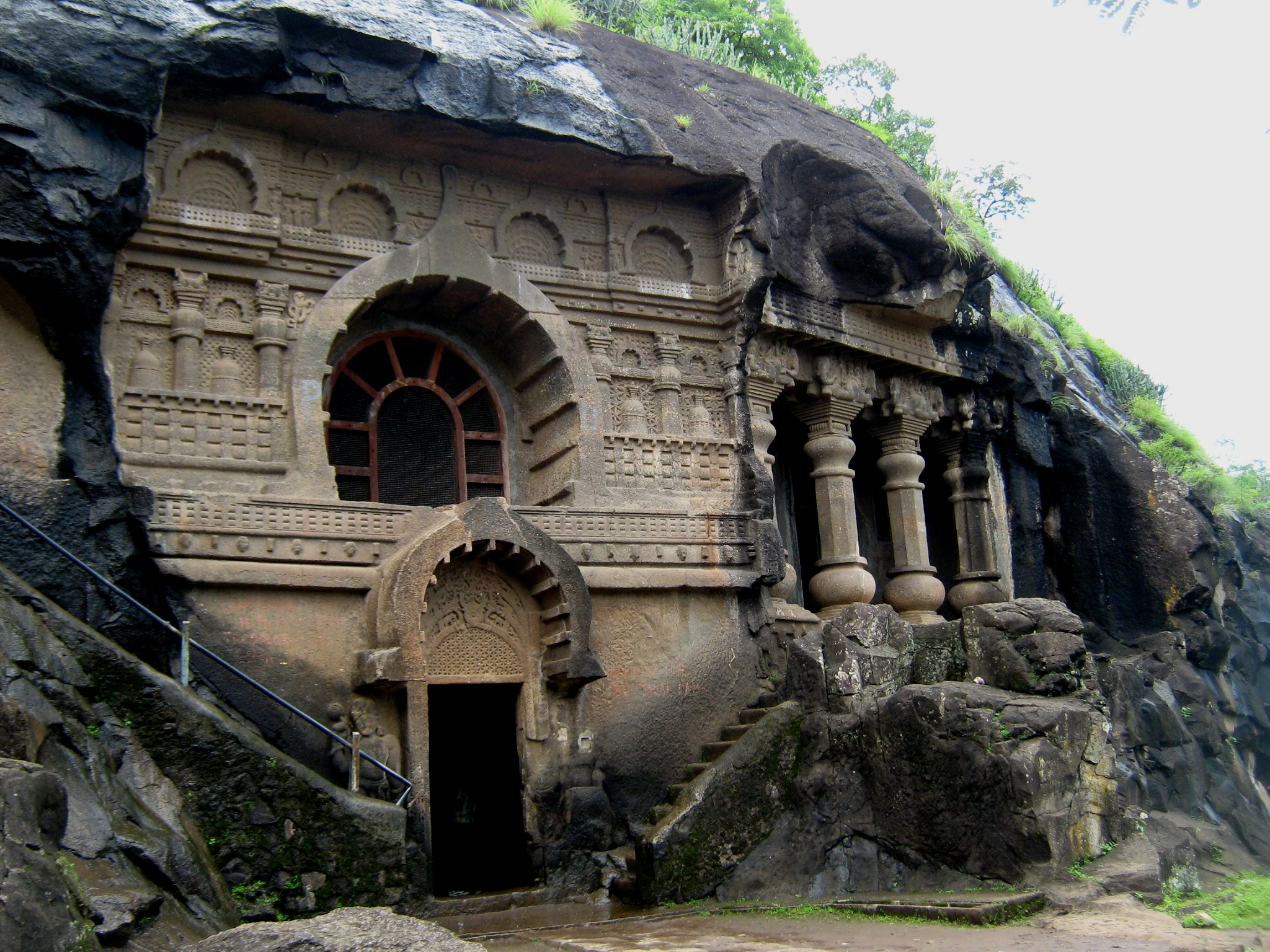
Pandu Léná
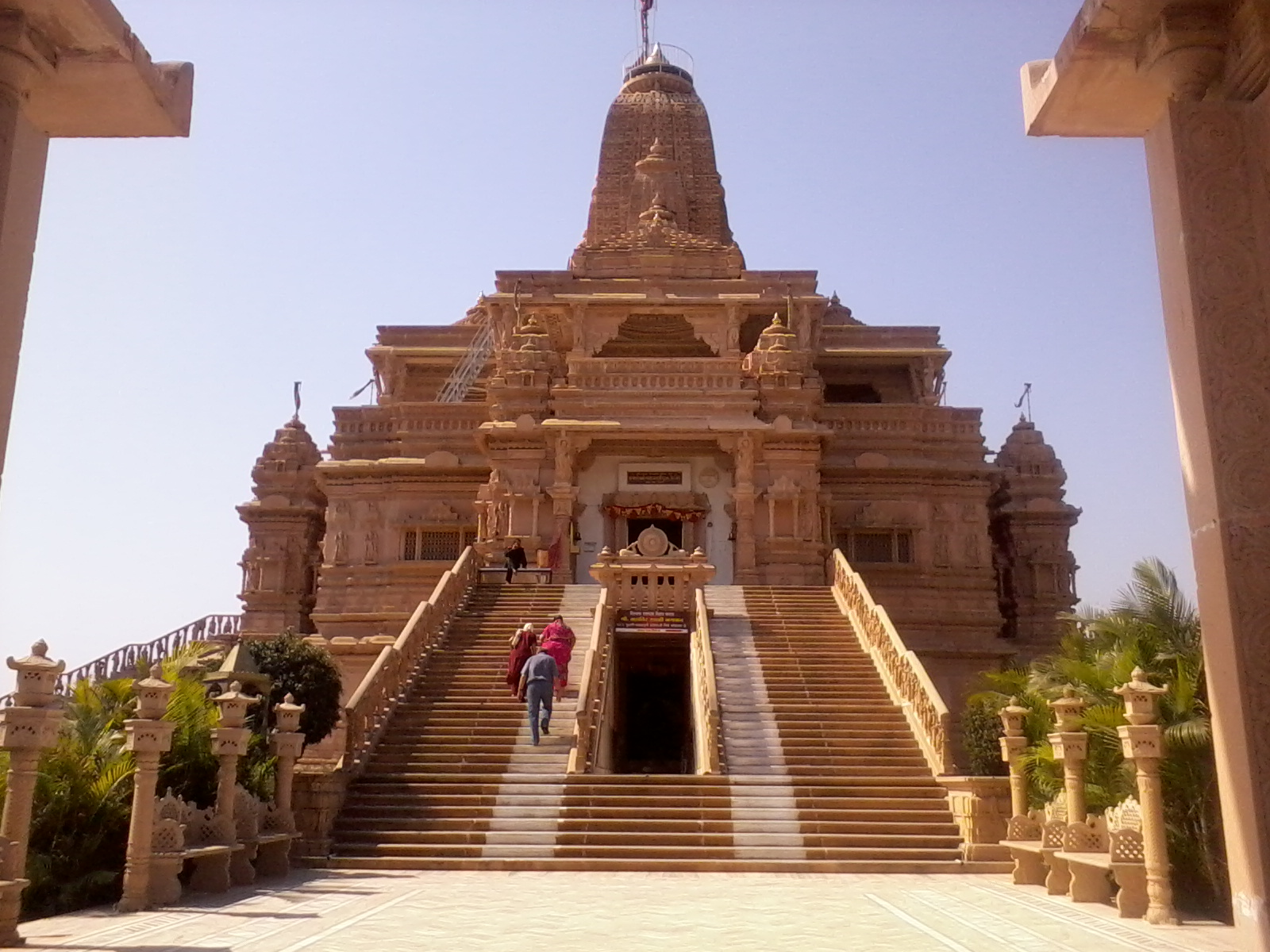
Dzsain templom a város közelében

## Fordítás
Ez a szócikk részben vagy egészben  a   Nashik című angol Wikipédia-szócikk fordításán alapul.  Az eredeti cikk szerkesztőit annak laptörténete sorolja fel. Ez a jelzés csupán a megfogalmazás eredetét és a szerzői jogokat jelzi, nem szolgál a cikkben szereplő információk forrásmegjelöléseként.